# Мятеж года Капсин
Мятеж года Капсин (кор. 갑신정변?, 甲申政變? Gapsinjeongbyeon, также кор. 갑신혁명?, 甲申革命? Gapsinhyeongmyeong) — трёхдневное восстание, начавшееся 4 декабря 1884 года в Корее и ставшее неудачной попыткой государственного переворота против правящей в Чосоне династии. Название «Капси́н» (кор. 갑신?, 甲申?) оно получило от именования 1884 года по китайскому 60-летнему циклу (система гань-чжи).

## Предыстория
После прекращения политики изоляции Японии (Бакумацу) и последующей быстрой модернизации страны группа корейских реформаторов Кэхваба во главе с Ким Ок Кюном и Пак Ён Хё намеревалась осуществить такие же реформы и в Корее. Чтобы уничтожить консервативную фракцию при корейском дворе, сопротивляющуюся реформам, 4 декабря 1884 года они заняли королевский дворец[какой?] в Хансоне (ныне Сеул).
Чтобы противостоять возникшей угрозе своей власти, королева Мин тайно призвала китайские войска (Корея на тот момент считалась формальным вассалом империи Цин) для подавления плохо спланированного переворота. Через три дня китайский гарнизон в Хансоне, насчитывавший 1500 человек, во главе с Юань Шикаем сумел подавить переворот. В ходе столкновений было сожжено здание японского посольства, сорок японцев погибли. Ким Ок Кюн и другие выжившие реформаторы, рассчитывавшие на серьёзную поддержку Японии, были вынуждены бежать в эту страну.

## Последствия
Правительство Японии потребовало от Кореи извинений и компенсации, что привело к заключению 9 января 1885 года Хансонского договора, согласно которому дипломатические отношения между государствами были восстановлены, а Япония получала 110000 иен и земельный участок для возведения нового здания посольства. Провал переворота стал серьёзной неудачей движения за реформы в Корее: его лидеры были изгнаны из страны на десять лет, а применение ими силы морально дискредитировало Японию как образец для модернизации Кореи.